# Norman W. Walker
Norman Wardhaugh Walker (Genova, Italija, 4. siječnja 1886. – Cottonwood, Arizona, 6. lipnja 1985.) bio je britanski liječnik, biznismen i pionir u promoviranju sokova od povrća i zdrave prehrane. Zagovarao je pijenje svježih sirovih sokova od povrća i voća za zdravlje. Na temelju njegovog dizajna razvijen je sokovnik Norwalk Hydraulic Press. Ovaj sokovnik proizvodio se sve dok njegov proizvođač, Norwalk, Inc., smješten u Bentonvilleu, Arkansas, nije prestao s radom u listopadu 2021. godine. Walker je bio autor najmanje 11 knjiga o prehrani i zdravom životu, objavljenih od 1936. do 1981.

## Pogledi na prehranu
Walker je bio zagovornik prehrane koja se temeljila isključivo na sirovim i svježim namirnicama poput povrća, voća, orašastih plodova i sjemenki. Kuhanu i prženu hranu smatrao je mrtvom i stoga nezdravom, rekavši "iako takva hrana može i podržava ljudski život, ona to čini nauštrb postupnog pogoršanja zdravlja, energije i vitalnosti." Kao strogi vegetarijanac nije preporučao jesti meso, mliječne proizvode (osim sirovog kozjeg mlijeka), ribu i jaja; iako neki od njegovih recepata uključuju žumanjak, svježi sir i švicarski sir, kao i sirovo vrhnje. Njegova prehrana sugerira izbjegavanje osnovnih namirnica kao što su kruh, jela od tjestenine i riže te šećera.
Walker je velik dio svojih knjiga posvetio opisivanju različitih organa ljudskog tijela, objašnjavajući kako funkcioniraju probavni sustav i razne žlijezde. Vjerovao je da je zdravlje debelog crijeva ključ ljudskog zdravlja. Vjerovao je da 80% bolesti nastaje u debelom crijevu.
Walker je smatrao da mliječni proizvodi imaju posebno štetan učinak na ljudsko zdravlje. Potvrdio je nestanak većine bolesti uz isključenje mliječnih proizvoda. Objasnio je da patogeni nalaze idealno mjesto za razmnožavanje u višku sluzi koju stvaraju mliječni proizvodi. Kao proizvode koji pospješuju izlučivanje sluzi naveo je nekoliko bolesti, čiji su glavni uzrok mliječni proizvodi: bruceloza, prehlada, gripa, bronhijalne bolesti, tuberkuloza, astma, peludna groznica, sinus, upala pluća i neke vrste artritisa.

## Djela
- Raw Vegetable Juices: What's Missing in Your Body? (1936) A revision of this book was published in 1978 under the title Fresh Vegetable and Fruit Juices: What's Missing in Your Body?
- Diet & Salad Suggestions, for use in connection with vegetable and fruit juices (1940, revised and enlarged edition 1947) Another revision of this book was published in 1971 under the title The Vegetarian Guide to Diet and Salad
- Become Younger (1949)
- Are You Slipping? (1961)
- The Natural Way to Vibrant Health (1972)
- Water Can Undermine Your Health (1974)
- Back to the Land ... for Self Preservation: a freedom, life-style, and nutritional commentary (1977)
- Colon Health: the Key to a Vibrant Life (1979)
- Pure & Simple Natural Weight Control (1981)
- Wall charts: Endocrine Chart — Foot Relaxation Chart — Colon Therapy Chart

## Vanjske poveznice
Dr. Norman W. Walker drnwwalker.com